# Edward German

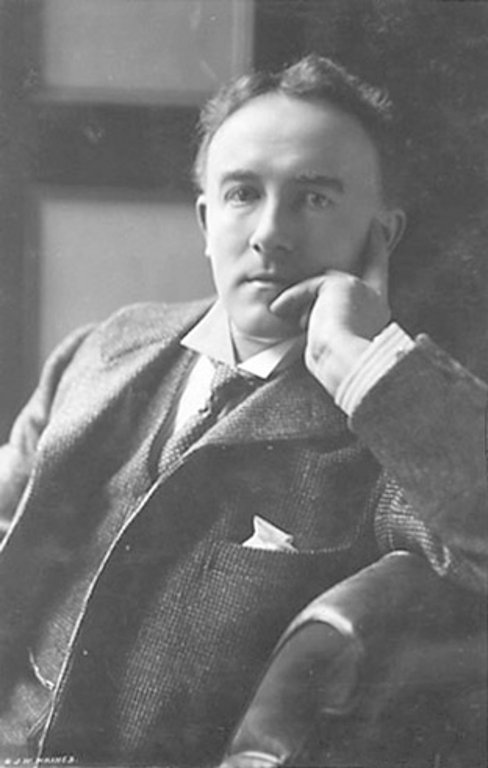
Edward German

Sir Edward German, eigentlich German Edward Jones, (* 17. Februar 1862 in Whitchurch (Shropshire); † 11. November 1936 in London) war ein englischer Komponist und Dirigent.

## Leben und Werk
German wuchs in einem musikalischen Haushalt auf. Nach Privatstudien ging er 1880 an die Royal Academy of Music, wo er zunächst Orgel und Violine, später dann Komposition bei Ebenezer Prout studierte und sich außerdem seinen Künstlernamen zulegte. Mehrere seiner Werke wurden an der Royal Academy uraufgeführt, ein Te Deum brachte ihm 1885 die Lucas Medal ein, 1886 erklang die Operette The Two Poets, 1887 dirigierte Joseph Barnby seine Sinfonie e-Moll. German lehrte mittlerweile selbst Violine an der Royal Academy und wirkte in verschiedenen Theaterorchestern mit. Ende der 1880er-Jahre reiste er mehrmals nach Deutschland, unter anderem zu den Bayreuther Festspielen.
1888 wurde Edward German Musikdirektor am Londoner Globe Theatre in der Newcastle Street, wo er Schauspielmusiken zu Shakespeare’schen Dramen komponierte. 1893 entstand eine 2. Sinfonie in a-Moll, 1895 bzw. 1899 die beiden sinfonischen Suiten The Leeds Suite und The Seasons. Neben Teilen seiner Bühnenmusiken gelangten auch einige Liedkompositionen zu größerer Bekanntheit. Weiterhin entstanden mehrere Instrumentalwerke für den befreundeten Flötisten Frederic Griffith sowie Klavierkompositionen.
Beginnend mit der Vollendung der von Arthur Sullivan unfertig hinterlassenen Operette The Emerald Isle 1901 entwickelte sich diese Musikgattung zum kompositorischen Schwerpunkt Germans. Erfolge konnte er insbesondere mit Merrie England (1902) und Tom Jones (1907) feiern, ohne jedoch dauerhaft an die großen Erfolge von Gilbert & Sullivan anknüpfen zu können. Nach der – trotz Zusammenarbeit mit William Schwenck Gilbert – wenig erfolgreichen Operette Fallen Fairies 1909 entstanden kaum mehr neue Werke, abgesehen von zwei späten Orchesterwerken, Theme and Six Diversions (1919) und The Willow Song (1922).
Als Dirigent eigener Werke blieb German bis in die späten 1920er Jahre aktiv. 1928 erhielt er den Ritterschlag als Knight Bachelor, 1934 die Goldmedaille der Royal Philharmonic Society. Germans Musiksprache wird vielfach mit derjenigen von Arthur Sullivan verglichen, zeigt aber besonders in den Instrumentalwerken auch Affinität zum früheren Werk Edward Elgars, der seinerseits German sehr schätzte. Mit seinen Orchesterkompositionen – darunter die Welsh Rhapsody (1904) als wohl meistgespieltes Werk – gilt Edward German als Wegbereiter einer „British Light Music“, wie sie nach ihm Komponisten wie Eric Coates oder Haydn Wood pflegten.